# 宋廷佐
宋廷佐（1477年—？），字良弼，陝西西安府乾州人，明朝政治人物。正德辛未进士，官至南阳府知府。

## 生平
弘治五年（1492年）順天府鄉試第四十三名。正德六年（1511年）辛未科會試第六十三名，第二甲第八十二名進士。十二月授河南道試监察御史。出为河南南阳府知府。

## 著作
宋廷佐博学好古，得武功康海推重。曾纂弘治《乾州志》，辑杨奂著作成《还山遗稿》。

## 家族
曾祖父宋端，贈通議大夫南京大理寺卿；祖父宋寧，贈通議大夫南京大理寺卿；父宋欽，曾任南京大理寺卿，加資政大夫致仕，進階榮禄大夫，贈刑部尚書。前母侯氏 （贈淑人）；母田氏（封淑人）。慈侍下。兄宋廷輔。